# 梅尼菲 (阿肯色州)
梅尼菲（英語：Menifee）是一個位於美國阿肯色州康韋縣的市鎮。

## 地理
梅尼菲的座標為35°08′55″N 92°33′12″W / 35.14861°N 92.55333°W，而該地的平均海拔高度為98米（即322英尺）。

## 人口
根據2020年美國人口普查的數據，梅尼菲的面積為5.89平方千米，當中陸地面積為5.87平方千米，而水域面積為0.02平方千米。當地共有人口274人，而人口密度為每平方千米46人。